# Brewer & Shipley
Brewer & Shipley – amerykański duet folkrockowy założony w 1968 przez Michaela Brewera i Toma Shipleya. Jego styl opiera się na skomplikowanej pracy dwóch zharmonizowanych gitar i świadomych społecznie tekstach, dotyczących trosk ówczesnego pokolenia (szczególnie wojny wietnamskiej).

## Historia
Ścieżki Brewera i Shipleya przecinały się wielokrotnie podczas różnych lokalnych występów, lecz dopiero w 1968 w Los Angeles muzycy postanowili działać wspólnie. Wydali tam 2 albumy – Down in L.A. i Weeds, po czym, w 1969 postanowili przenieść się do Kansas City, z którego regionu oboje pochodzili. Początkowo prowadzili tam skromne życie, grając koncerty w miasteczkach studenckich. Przygotowywali także materiał na nową płytę.
Wydany w 1970 album Tarkio przyniósł duetowi największy sukces komercyjny. Album zawierał największy przebój Brewer & Shipley – "One Toke Over The Line", który miał zostać napisany podczas przygotowań do jednego z koncertów. W kwietniu 1971 utwór osiągnął 10. pozycję w rankingu magazynu Billboard).
Ze względu na wyzywający tekst (grupa twierdzi, że jest on żartem na temat narkotyków) prezydent Stanów Zjednoczonych Richard Nixon obwołał Brewera i Shipleya jawnymi złoczyńcami.
Duet Brewer & Shipley występował z wieloma popularnymi artystami, m.in. Black Sabbath, Stephenem Stillsem, czy Jerrym Garcią, który wystąpił także na płycie Tarkio.

## Dyskografia

### Albumy studyjne
- Down in L.A. (1968)
- Weeds (1969)
- Tarkio (1970)
- Shake Off the Demon (1971)
- Rural Space (1972)
- ST-11621 (1974)
- Welcome to Riddle Bridge (1976)
- SHANGHAI (1993)
- Heartland (1997)

### Kompilacje
- Brewer and Shipley Greatest Hits (1989)
- One Toke Over the Line: The Best of Brewer & Shipley (2001)